# Federico l'Olandese Volante
Federico l'Olandese Volante, pseudonimo di Frederik Matthijs Van Stegeren (Deventer, 19 aprile 1950), è un conduttore radiofonico, produttore discografico e personaggio televisivo olandese naturalizzato italiano.
Ha esordito come disc jockey nelle radio libere italiane. È diventato uno dei conduttori radiofonici più popolari del Paese lavorando a Radio Milano International, Radio 105 e RTL 102.5 (con cui ha lavorato dal 1983 al 2011).
Il 29 dicembre 2024 annuncia su Radio Norba di voler concludere l'attività in radio e di trasferirsi all'estero.

## Biografia
Nato il 19 aprile 1950 a Deventer, cresce nei Paesi Bassi e frequenta spesso il lago di Garda, nel 1969 si iscrive alla facoltà di architettura all'Università di Amsterdam. Nel 1972 si unisce a Noel Coutisson, fondatore di Radio Monte Carlo, e si trasferisce a Monaco, entrando a fare parte dell'équipe della stessa RMC, dove lavoravano già, fra gli altri, Herbert Pagani, Awanagana, Luisella Berrino e Roberto Arnaldi. Sotto la guida di Coutisson ed Herbert Pagani iniziò il Federico Show, programma nel quale diventò noto come L'Olandese Volante, soprannome datogli proprio da Coutisson. Dopo RMC Federico passò a Rai Radio 2 nel 1977 e condusse con Herbert Pagani e Riccardo Heinen A tutte le radioline.
Nel 1978 fu chiamato a Milano dall'editore Alberto Hazan della Finelco ed aiutò a strutturare Radio 105, dove rimase conduttore del pomeriggio per 12 anni. Nel 1979 raggiunse i primi posti in classifica in Italia con il singolo Wojtyla Disco Dance (Polygram): la canzone, dedicata all'allora neo-eletto Papa Wojtyła (Giovanni Paolo II), ebbe un grande successo anche in Spagna e in Sud America. Condusse nel frattempo il programma Popcorn su Canale 5 nel 1983, per poi trasferirsi a RTL 102.5, dove ha dato vita per 16 anni al programma del pomeriggio The Flight. Nel 1983 pubblica con il supergruppo di deejay Band of Jocks il brano Let's All Dance. Nel 1991 compare nella seconda puntata della miniserie I tre moschettieri andata in onda su Canale 5 con Marco Columbro e Iva Zanicchi.
Nel 2000 pubblica il libro Radio Files - Storie di radio (Editore Sugarco). Nel 2016 pubblica il libro Il principato - Storie di radio e rock'n'roll (Editore Arcana; EAN/ISBN 9788862319263).  Il 5 novembre 2010 si trasferisce a R101, radio del gruppo Mondadori, dove trasmette dal gennaio 2011 in un programma pomeridiano.
Nel 2019 pubblica il libro Il cartello olandese (Editore Mondadori Electa). Dal 3 luglio 2015 al 29 dicembre 2024 è stato all'emittente pugliese Radionorba.   Dal 2 aprile 2025 approda a RadioFreccia con il programma "50 anni a tutto rock".

## Riconoscimenti
Nel 2007, presso il Palais di Saint-Vincent, si aggiudica il premio speciale Radiogrolla. Nel 2011 riceve il Premio Cuffie d'oro per la migliore comunicazione in lingua italiana.

## Discografia
- 1979 - Wojtyla Disco Dance, a nome Freddy the Flying Dutchman and The Sistina Band (PolBaydor)
- 1980 - D.J. parte 1/D.J. parte 2, a nome Freddy the Flying Dutchman (Polydor 2060 216)
- 1982 - Banana a nome Federico e la Marrakesh Orchestra (Delta)
- 1983 - Cashbah Boogie a nome Federico e la Marrakesh Orchestra (Delta)
- 1983 - Let's All Dance, con la Band of Jocks
- 1983 - I 10 DJ dalla puntina veloce
- 1984 - Just Another Love Song (Discomagic)
- 1985 - Swamp Dance (Videoradio)
- 1987 - Peace & Happiness a nome Freddy the Flying Dutchman and The Sistina Band (Circus Record)
- 1991 - Toccare (Five Record)

## Televisione
- Soliti ignoti (Rai 1, 2021) Ignoto